# Zététique
Pour la définition de la zététique comme partie des mathématiques, voir Algèbre nouvelle.
Pour la philosophie pyrrhonienne réfutant la vérité et son critère, dite aussi « sceptique, zététique, éphectique et aporétique », voir Scepticisme philosophique.
La zététique, dans la première acception moderne du terme, est une pratique renvoyant à « l'étude rationnelle des phénomènes présentés comme paranormaux, des pseudosciences et des thérapies étranges ».
Le recours à ce terme ancien a été proposé au début des années 1980 par Henri Broch, créateur de cette discipline dans le champ universitaire. D'autres définitions alternatives coexistent dans les productions d'Henri Broch, celui-ci définissant couramment la zététique comme « l'art du doute ». Ici, le terme d'art doit être compris au sens d’habileté, de métier ou de connaissance technique, en clair, de « savoir-faire » didactique qui, sans être une fin en soi, est un moyen pour la réflexion et l’enquête critiques. Elle se veut, reprenant le mot du biologiste Jean Rostand, une « hygiène préventive du jugement ».
L'objectif de la zététique se définit comme la mise à l'épreuve d'énoncés se présentant comme pourvus de sens, scientifiquement réfutables, dont les explications populaires et médiatisées ne se rattachent à aucune théorie communément acceptée. La zététique se réclame ainsi du scepticisme scientifique et, plus généralement, de démarches philosophiquement apparentées au doute cartésien qu'elle décrit comme nécessaire en science comme en philosophie.

## Étymologie et évolution de l'usage du mot

### Usages anciens
« Zététique » vient de l’adjectif grec ζητητικός, zētētikós « qui aime chercher », « celui qui recherche », lequel est issu du verbe ζητῶ, « chercher »,. Les ζητητικοί, zētētikoí, auraient été les « sceptiques ». Le scepticisme philosophique a été enseigné par le philosophe grec Pyrrhon (365 / 275 av. notre ère).
Il semblerait que le terme « zététique » a été utilisé en 1591 par le mathématicien François Viète dans son Isagoge pour décrire l'art de modéliser un problème géométrique sous une forme algébrisée. Le terme est peu usité après lui.
Le terme est présent dans le Dictionnaire des termes des arts et des sciences de Thomas Corneille datant de 1694 avec comme définition « qui cherche les raisons des choses ».
Au XIXe siècle, le mot zététique renvoie déjà à l'idée d'une méthode de recherche fondée sur le doute et la vérification des informations ; Émile Littré en donne une définition claire : « méthode dont on se sert pour pénétrer la raison des choses ». Pierre Larousse définira la méthode « se dit des méthodes de recherches scientifiques : méthode zététique ».
Dans le monde anglophone, le terme aurait été ponctuellement employé vers 1849 dans l'ouvrage de Samuel Rowbotham, partisan de la théorie de la terre plate, Zetetic Astronomy (littéralement, « astronomie zététique ») et dans sa « Zetetic society ». Un peu plus d'un siècle plus tard, Marcello Truzzi, en 1975 utilisa le mot « zetetics » dans le monde anglophone. Sous l'influence de Truzzi, le premier magazine de l'association sceptique Committee for Skeptical Inquiry se nomma « The Zetetic », avant d'être renommé « Skeptical Inquirer ».

### Usages modernes
D’après Guilhem Corot, spécialiste en philosophie des sciences, la zététique provient d’un mouvement rationaliste né à gauche dans l’entre-deux-guerres « l’idéal d’un terrain commun sur lequel on puisse débattre » face à la montée des nationalismes politiques.
Le terme « zététique » est remis en avant dans les années 1980 par Henri Broch,, pour désigner un scepticisme critique face aux phénomènes paranormaux, et les méthodes d'investigations associées.
Henri Broch fonde en 1998 le laboratoire de zététique, à l'Université de Nice,.
Selon Broch, il avait alors « l'idée d'enseigner la méthodologie scientifique à travers l'étude des phénomènes paranormaux ». Selon la définition d'Henri Broch, la zététique est aussi « l'art du doute ». Ce n'est donc pas une science, mais plutôt une démarche philosophique et pratique. S'inspirant du scepticisme philosophique, elle s'appuie sur la méthode scientifique pour essayer d'appréhender efficacement le réel, par le biais d'enquêtes et d'expériences. Elle se distingue en cela du pyrrhonisme — voir par exemple la définition sur le site de l'observatoire zététique. Elle a pour objectif de contribuer à la formation, chez chaque individu, d'une capacité d'appropriation critique du savoir humain. Entre autres illustrations de la démarche zététique, Henri Broch a organisé durant quinze ans, le Défi zététique international (dont le prix n'a jamais été décroché), comparable au défi proposé par James Randi. Le sens du terme s'est progressivement élargi pour englober d'autres utilisations de la pratique de doute raisonnable sur d'autres sujets en lien avec les sciences (comme les controverses sur la vaccination, le déni du réchauffement climatique (climatoscepticisme), le créationnisme, etc).
Comme le relève le journaliste et essayiste Florian Gouthière, la signification du terme a évolué plusieurs fois depuis sa remise au goût du jour par Henri Broch. Tout d'abord, dans le courant de la décennie 2000, sous l'impulsion du chercheur Richard Monvoisin, qui propose d'utiliser les ressources de la zététique pour créer une « didactique de l'esprit critique » (le sujet du paranormal n'étant plus une fin en soi, mais un moyen pédagogique),. Puis, au milieu des années 2010, avec l'émergence des vidéastes de vulgarisation, pour qui le mot « zététique » tend à se confondre avec la vulgarisation des productions zététiques,,, dans ce que certains dénoncent dès 2017 comme une "braderie de l'autodéfense intellectuelle",.

## Principes, actions et approches
La zététique recommande de penser avec ordre et méthode, en tenant à distance dogmes, préjugés et idées reçues.
Elle aborde ses sujets d'étude sous plusieurs angles :
- Démystification (debunking)[8] :
  - donner une explication scientifique et rationnelles aux phénomènes étudiés ;
  - expliquer quels subterfuges ou quels raisonnements erronés pourraient être utilisés pour nous amener à croire à la « véracité » d'un phénomène ou de la pseudo-science.
  - identifier les faiblesses épistémologiques des discours;
  - identifier l'éventuel aspect pseudo-scientifique d'une thématique, ou les dérives sectaires qui lui sont associées
- Promouvoir le développement de la culture scientifique, notamment à l'école :
  - vulgariser les bases de la méthode scientifique, et les notions de philosophie des sciences associées (réfutabilité, rasoir d'Ockham, etc.)[16] ;
  - apprendre les principes d'une observation scientifique (c'est-à-dire une expérimentation et une recherche impartiale des données) ;
  - apprendre à bien interpréter les résultats, et à en tirer les bonnes conclusions.

Pour expliquer les origines des croyances, divers acteurs du milieu zététique, notamment ceux du Centre d'Analyse Zététique, mettent en cause :
- la caisse de résonance formée par les médias ;
- la dérive déontologique du milieu journalistique[16] ;
- la courroie de transmission que constitue le milieu éducatif ;
- le remplacement de la raison par la sensation : remplacement du couple « symbole écrit + analyse étayée » par le couple « image visuelle + sensation immédiate ».

## Exemples de domaines analysés par la zététique
Les zététiciens ciblent des sujets visibles et controversés :
- la parapsychologie, car l'existence du psi ne semble pas compatible avec les théories physiques actuelles et les protocoles d'expérimentation sont souvent peu fiables[18] ;
- les phénomènes de hantise[19];
- certaines affirmations religieuses réfutables, comme les affirmations s'appuyant sur des arguments prétendument rationnels en faveur du dessein intelligent[20] ou des miracles ;
- l'ufologie[21],[22], les cercles de culture[23], la théorie des anciens astronautes ;
- les médecines non conventionnelles (pseudo-médecine)[16] ;
- d'autres pseudosciences[24] telles que la programmation neuro-linguistique (PNL)[25] ;
- les théories de la Terre plate ou creuse[8] ;
- des thématiques diverses souvent liées à l'actualité :
  - la certitude des effets néfastes des OGM ou de certains pesticides sur le corps humain ;
  - la vaccination[8] ;
  - le changement climatique[8].

## Critiques
En 2020, le chercheur Olivier Sartenaer, dans le média The Conversation, s'interroge sur le déficit d'expertise de nombreuses personnes se réclamant de la zététique : « En l’absence de formation ou de parcours professionnel orienté méthodologie ou, éventuellement, épistémologie, la plupart des zététiciens, lorsqu’ils ont un bagage scientifique, se révèlent souvent autodidactes. », sur un manque de contrôle du contenu produit, notamment car « aucun contenu zététique publié ne doit faire l’objet d’un processus de validation (qui serait par exemple l’analogue informel du peer-review) » (bien que les zététiciens ne publient pas de comptes rendus de recherche scientifique, et se contentent de faire de la vulgarisation), tout en reconnaissant cependant que « le zététicien-type est le plus souvent compétent… honnête… responsable épistémiquement… ».
En 2021, Libération évoque dans un article divers clivages entre zététiciens, les uns reprochant notamment aux autres une conception scientiste et une « droitisation du mouvement » tendant vers « une porosité structurelle avec l’extrême droite ». Divers universitaires reprochent également à certains vulgarisateurs de ne pas toujours maîtriser les sujets qu'ils sont censés traiter et dénoncent la montée d'« un véritable business » autour de contenus labellisés « esprit critique ». Dans un droit de réponse, Thomas C.Durand récuse personnellement toute « porosité avec l’extrême droite ».
D’après La déferlante, plusieurs membres du milieu zététique ou de la recherche scientifiques dénoncent des dérives réactionnaires voire de soutenir une pensée d’extrême droite de la part de certains groupes de zététiciens. Il est également reproché un scientisme qui mènerait au confusionnisme politique et une opposition aux sciences sociales. La revue reporte également un manque de parité dans le milieu de la zététique et des accusations de cyberharcèlement, de sexisme et de misogynie.

## Principales organisations zététiques en France

### Laboratoire de zététique de l'université de Nice Sophia-Antipolis
Il s'agit d'une structure universitaire dirigée par le professeur Henri Broch. Le laboratoire (qui a restreint le pendant universitaire de ses activités en 2015 mais qui demeure encore actif sous forme associative) proposait un enseignement de zététique à la faculté des sciences de l’Université Nice-Sophia-Antipolis et développait également une activité de recherche. En octobre 2007, Richard Monvoisin est devenu le premier docteur en didactique des sciences sur le sujet de la zététique. Sa thèse, intitulée « Pour une didactique de l'esprit critique. Zététique & utilisation des interstices pseudoscientifiques dans les médias », a été dirigée par Henri Broch et Patrick Lévy (Institut du sommeil et de la vigilance, faculté de médecine, Grenoble 1). Cette thèse a entre autres inspiré le travail de nombreux vulgarisateurs sur YouTube.

### Observatoire zététique
Association loi de 1901 fondée en 2003, l'Observatoire zététique (OZ) a son siège à Grenoble. L'OZ met en ligne des enquêtes et des dossiers, et produisait une lettre d'information mensuelle, la Publication de l'Observatoire zététique (POZ).

### Cortecs
Depuis 2004, plusieurs enseignements spécifiques de zététique et d'éducation à la pensée critique ont été dispensés à l'université Joseph Fourier de Grenoble, en particulier l'enseignement « zététique & autodéfense intellectuelle ». Depuis 2010, les productions et ressources d'enseignement à ce sujet sont librement diffusées par le Collectif de recherche transdisciplinaire Esprit critique et sciences (Cortecs), qui regroupe des enseignants et des chercheurs de Grenoble, Marseille, Chambéry et Montpellier. Le Cortecs prend sur le plan universitaire la suite du laboratoire de zététique. En 2011, l'université Joseph Fourier a créé une mission spécifique « sciences critiques, sociétés », dont le didacticien Richard Monvoisin avait la charge. En 2017, l'Université Grenoble-Alpes a ouvert la structure fédérative de recherche « pensée critique », dirigée par Nicolas Pinsault et Richard Monvoisin.

## Autres organisations zététiques dans la sphère francophone
Tous les exemples cités ci-dessous et dans la section suivante, ainsi qu'une liste élargie et non exhaustive, ont été compilés par Christophe Michel sur son site.

### Belgique
En Belgique se trouve la plus ancienne association de zététique, considérée comme le groupe historiquement fondateur du scepticisme scientifique : il s'agit du Comité Para. Les projets et productions de contenu qu'il organise sont en français.

### Québec
Au Québec se trouve l'association des Sceptiques du Québec, qui a pour but de « promouvoir la pensée critique et la rigueur scientifique dans le cadre de l'étude d'allégations de nature pseudoscientifique, religieuse, ésotérique ou paranormale ».

## Producteurs de contenu de vulgarisation

### Blogs et sites web
D'autres personnes préfèrent utiliser des plateformes de blog pour produire du contenu sceptique. On peut citer en exemple Le Pharmachien dont l'auteur est un pharmacien québécois qui a reçu le prix John-Maddox pour sa défense de la science.
Du côté des sites Internet, on peut citer en exemple HoaxBuster et le site des Questions Animalistes animé par Florence Dellerie, qui intervient notamment sur les questions qui ont trait au végétarisme et au véganisme, aux êtres vivants sentients et sujets connexes ; elle avait notamment répondu, sur le blog de Mediapart, à la tribune de Libération intitulée « Pourquoi les vegans ont tout faux » qui avait suscité une polémique.

### Podcasts
La production de contenu peut aussi se faire sous le format de podcasts, où l'on peut citer en exemple Scepticisme-scientifique, actif depuis 2009 et animé par Jean-Michel Abrassart, docteur en psychologie et membre du Comité Para, ainsi que l'émission L'Heure du doute diffusée sur Mosaïque FM.

### Vidéastes
Un certain nombre de vidéastes ont pris appui sur les intentions affichées de la zététique pour acquérir un certain niveau d’audience. La revue en ligne The Conversation note toutefois certaines limites, telles que l’absence de formation ou de compétence attestée par une formation méthodologique, voire de possibles conflits d’intérêts, liés aux modes de financement des blogueurs, qui supposent d'alimenter une communauté de fans en leur donnant ce qu'ils s'attendent à trouver. La revue souligne cependant que la plupart de ces « vulgarisateurs-critiques 2.0 » sont généralement compétents, honnêtes, responsables au niveau épistémique et agissent parfois en lien avec une communauté qui assure un contrôle réciproque de la fiabilité des contenus diffusés. Plusieurs vidéastes francophones affirment pratiquer et développer la zététique, par exemple en Belgique, avec Mr Sam Point d'interrogation ou Le Chat Sceptique, ou en France, avec Hygiène Mentale, La Tronche en Biais.

#### Ouvrages de référence
- Henri Broch, Le Paranormal : ses documents, ses hommes, ses méthodes, Paris, Éditions du Seuil, coll. « Science ouverte », 1989 (réimpr. 2001) (1re éd. 1985), 212 p. (ISBN 978-2-02-010725-9, OCLC 2020087421)
- Marc Hallet, Les sciences parallèles : ou la sagesse des fous, Bruxelles, Espace de libertés Ed. du Centre d'action laïque, coll. « Laïcité », 1992, 191 p. (ISBN 978-2-930001-02-9, OCLC 293000102X)
- Gérard Majax, Les Faiseurs de miracles, Éditions Michel Lafon, Paris, 1992  (ISBN 2-908-652161), recherches historiques d'Emmanuel Haymann
- Georges Charpak et Henri Broch, Devenez sorciers, devenez savants, Paris, Éditions Odile Jacob, coll. « Sciences », 2002, 222 p. (ISBN 978-2-7381-1093-0, OCLC 633726334, lire en ligne)
- Normand Baillargeon, Petit cours d'autodéfense intellectuelle, Montréal, Lux, coll. « Instinct de liberté », 2006, 338 p. (ISBN 978-2-89596-044-7, OCLC 995204428).
- Nicolas Pinsault et Richard Monvoisin, Tout ce que vous n'avez jamais voulu savoir sur les thérapies manuelles, Saint-Martin-d'Hères (Isère, Presses universitaires de Grenoble, 2014, 308 p. (ISBN 978-2-7061-1858-6, OCLC 880268020)
- Richard Monvoisin, Les fleurs de Bach : enquête au pays des élixirs, Sophia-Antipolis, Éd. Book-e-book, coll. « Une chandelle dans les ténèbres » (no 4), 2008, 68 p. (ISBN 978-2-915312-14-0, lire en ligne)
- Florian Gouthière, Santé, science, doit-on tout gober, Paris, Belin, coll. « Essais », 2017, 428 p. (ISBN 978-2-410-00930-9, OCLC 1019716097)
- Aurélien Barrau, De la vérité dans les sciences, Paris, Éditions Dunod, 2016, 95 p. (ISBN 978-2-10-074660-6, OCLC 949926933)
- La collection « Une chandelle dans les ténèbres ».
  - Henri Broch, Comment déjouer les pièges de l'information ou Les règles d'or de la zététique, Valbonne, Éd. Book-e-book, coll. « Une chandelle dans les ténèbres » (no 2), 2008, 75 p. (ISBN 978-2-915312-12-6, OCLC 470683547, lire en ligne)
  - Henri Broch (ill. Paul Lebrun), Au cœur de l'extra-ordinaire, Sophia Antipolis (Alpes maritimes, Book-e-book, 2005, 386 p. (ISBN 978-2-915312-09-6, OCLC 953075577, lire en ligne)
  - David Rossoni, Éric Maillot et Éric Déguillaume (préf. J.P. Swings, postface J. Bricmont), Les OVNI du CNES : 30 ans d'études officielles, 1977-2007, Valbonne, Éd. Book-e-book.com, 2007, 416 p. (ISBN 978-2-915312-10-2, OCLC 470608997)
  - François Herbaux, Antique Zététique. Aux origines de la philosophie du doute. Éd. Book-e-Book. 2021  (ISBN 978-2-37246-049-1)

#### Revues
- Skeptical Inquirer
- Science et pseudo-sciences

#### Ouvrages critiques
- Jean-Charles Normant et Jean-Yves Normant, Devenez pédants, c'est pas sorcier ou Le nouvel obscurantisme scientifique. suivi de Paranormal, les preuves existent, Nice, France Europe éd, 2003, 220 p. (ISBN 978-2-84825-027-4, OCLC 470454915)
- Bertrand Méheust, Devenez savants, découvrez les sorciers : lettre à Georges Charpak, Paris, Éditions Dervy, 2004, 177 p. (ISBN 978-2-84454-280-9, OCLC 418423432)